# 門島葉猴
門島葉猴（学名：Presbytis potenziani），又名明打威葉猴或白頰葉猴，是印尼明打威群島特有的一種猴子。牠們棲息在亞熱帶或熱帶的森林。牠們受到失去棲息地的威脅。